# Philibert Orange
Philibert Orange, francoski general, * 1502, † 1530.